# Cryptachaea insulsa
Cryptachaea insulsa is een spinnensoort in de taxonomische indeling van de kogelspinnen (Theridiidae).
Het dier behoort tot het geslacht Cryptachaea. De wetenschappelijke naam van de soort werd voor het eerst geldig gepubliceerd in 1936 door Willis J. Gertsch & Mulaik.